# Kopak
Kopak was een supermarktketen van het bedrijf Schuitema. De keten had rond de eeuwwisseling enkele tientallen buurtwinkels door heel Nederland. In 2001 werd de formule opgeheven en werden de winkels langzaam omgebouwd tot onder andere C1000-supermarkten.